# Стоктон-он-Тис (унитарная единица)
Стоктон-он-Тис (англ. Stockton-on-Tees) — унитарная административная единица в церемониальных графствах Дарем и Норт-Йоркшир. Административный центр — город Стоктон-он-Тис.

## География
Унитарная единица занимает площадь 204 км², граничит на востоке с унитарными единицами Редкар и Кливленд и Мидлсбро, на юге с районом Хамблтон неметропольного графства Норт-Йоркшир, на западе граничит с унитарной единицей Дарлингтон и графством Дарем, на севере с унитарной единицей Хартлпул. Граница между частями унитарной единицы, расположенными в разных графствах проходит по реке Тис.

Часть унитарной единицы Стоктон-он-Тис на карте графства Дарем

Часть унитарной единицы Стоктон-он-Тис на карте графства Норт-Йоркшир

## История
Образована 1 апреля 1996 года путём преобразования района Стоктон-он-Тис бывшего неметропольного графства Кливленд в унитарную единицу и перехода в церемониальные графства Дарем и Северный Йоркшир (Local Government Commission for England (1992)).
Разделение произошло по реке Тис, Стоктон-он-Тис стал единственной унитарной единицей Англии, разделённой между двумя графствами.

## Население
На территории унитарной единицы Стоктон-он-Тис проживают 178 408 человек, при средней плотности населения 875 чел./км². Главный и крупнейший город — Стоктон-он-Тис.
Последние выборы в совет унитарной единицы Стоктон-он-Тис, состоящий из 56 депутатов, прошли в 2007 году. В результате этих выборов 22 места в совете принадлежат Лейбористской партии.

## Состав
В состав унитарной единицы на территории графства Дарем входят 4 города:
- Биллингем[англ.]
- Иглсклифф[англ.]
- Нортон
- Стоктон-он-Тис

и 11 общин (англ. civil parish):
- Вулвистон[англ.]
- Гриндон
- Карлтон
- Лонгньютон[англ.]
- Ньюшем
- Престон-он-Тис[англ.]
- Редмаршалл[англ.]
- Стиллингтон-энд-Уиттон[англ.]
- Эглсклифф[англ.]
- Эйслаби
- Элтон

В состав унитарной единицы на территории графства Норт-Йоркшир входят 3 города:
- Инглби-Барик[англ.]
- Торнаби
- Ярм[англ.]

и 4 общины (англ. civil parish):
- Кастллевингтон[англ.]
- Керклевингтон[англ.]
- Малтби
- Хилтон